# Zaguã (província)
A província de Zaguã ou Zaguane (em árabe: ولاية زغوان; romaniz.: Zaghwan; em francês: gouvernorat de Zaghouan ou Zaghouane) é uma província do norte da Tunísia, criada em 1976.
- capital: Zaguã
- área: 2 820 km²
- população: 160 963 habitantes (2004);[2] 176 000 (estimativa de 2013)[3]
- densidade: 57,1 hab./km² (2004)

| Delegação    | População em 2004 |
| ------------ | ----------------- |
| Bir Mchergua | 21 508            |
| El Fahs      | 43 678            |
| Nadhour      | 28 550            |
| Saouaf       | 12 095            |
| Zaguã        | 34 367            |
| Zriba        | 20 765            |